# Белогорское сельское поселение (Кумылженский район)
Белого́рское се́льское поселе́ние — муниципальное образование в составе Кумылженского района Волгоградской области.
Административный центр — хутор Белогорский.

## История
Решением Волгоградского облисполкома от 02 сентября 1967 года № 22/1151 в Кумылженском районе Любишенский сельсовет был переименован в Белогорский с/с с центром в х. Белогорский
Белогорское сельское поселение образовано 14 февраля 2005 года в соответствии с Законом Волгоградской области № 1006-ОД.

## Население
| 2010 | 2012 | 2013 | 2014 | 2015 | 2016 | 2017 |
| ---- | ---- | ---- | ---- | ---- | ---- | ---- |
| 849  | ↘832 | ↘819 | ↘810 | ↘796 | ↘781 | ↘757 |
| 2018 | 2019 | 2020 | 2021 |      |      |      |
| ↘755 | ↘730 | ↘706 | ↘698 |      |      |      |

## Состав сельского поселения
| № | Населённый пункт | Тип населённого пункта        | Население |
| - | ---------------- | ----------------------------- | --------- |
| 1 | Белогорский      | хутор, административный центр | 713       |
| 2 | Любишенский      | хутор                         | 136       |